# Augentrost-Kapselspanner
Der Augentrost-Kapselspanner (Perizoma blandiata) ist ein Schmetterling (Nachtfalter) aus der Familie der Spanner (Geometridae).

## Merkmale

### Falter
Die Falter erreichen eine Flügelspannweite von 16 bis 24 Millimetern. Farblich unterscheiden sich die Geschlechter nicht. Die Grundfarbe der Vorderflügeloberseite ist weißlich. Im Mittelfeld hebt sich eine schwarze Binde zwischen Vorderrand und Zelle ab, die im weiteren Verlauf bis zum Hinterrand nur sehr undeutlich oder verloschen ist. Das Saumfeld ist hellgrau gefärbt. Von der weißlich gefärbten Hinterflügeloberseite hebt sich ein leicht verdunkeltes Saumband ab.

### Raupe
Ausgewachsene Raupen sind kurz und gedrungen. Sie haben eine grüne Farbe und zeigen eine breite rote bis rotbraune Rückenlinie. Diese Farbkombination stellt eine hervorragende Tarnung dar und kann als Nachahmung des rötlichen Stängels einer Augentrostpflanze (Euphrasia) gedeutet werden.

### Ähnliche Arten
Der Kleine Augentrost-Kapselspanner (Perizoma minorata) unterscheidet sich dadurch, dass die mittlere schwarze Binde auf der Vorderflügeloberseite vom Vorderrand durchgehend bis zum Hinterrand verläuft.

## Verbreitung und Vorkommen

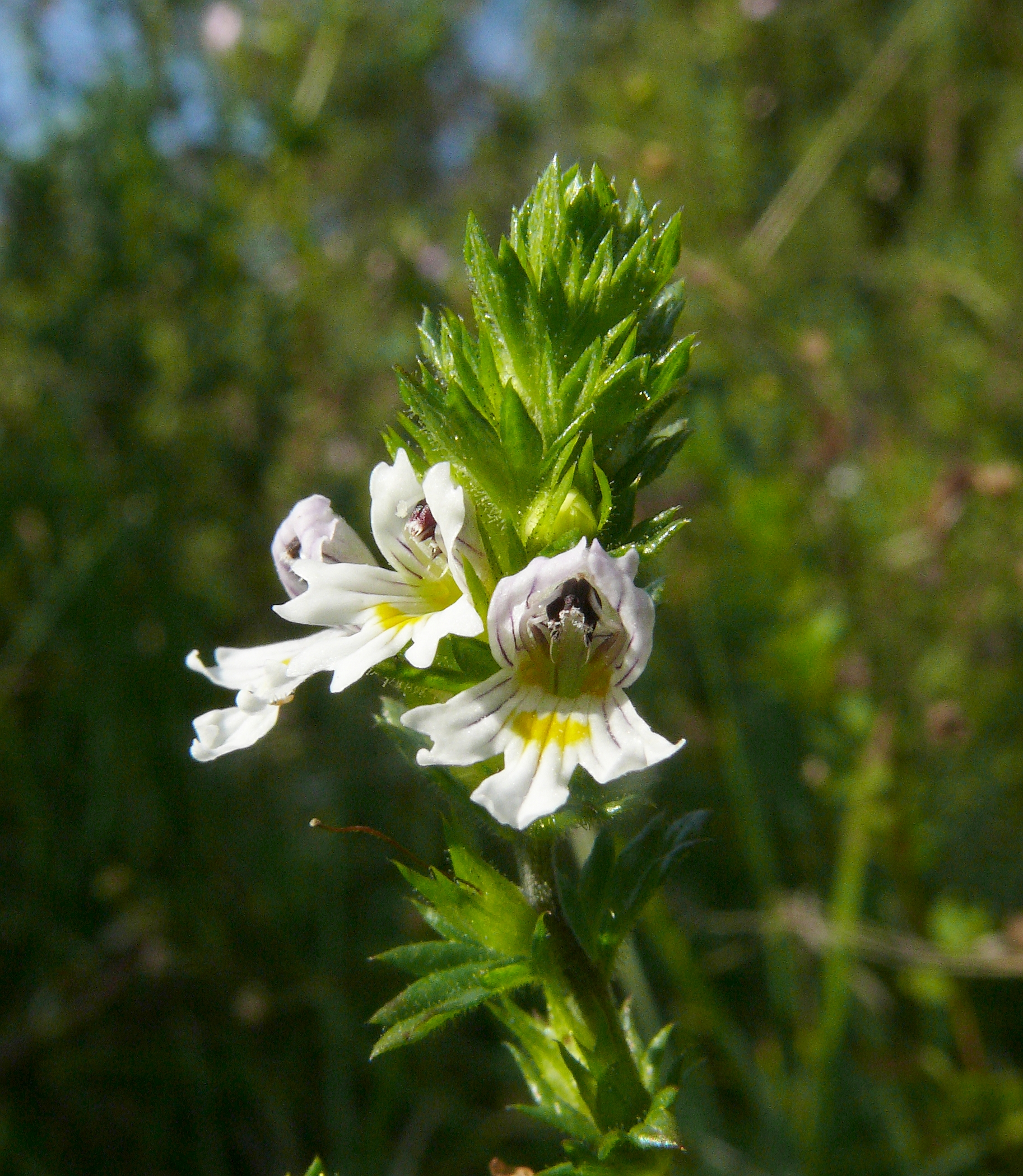
Gemeiner Augentrost, die Hauptnahrungspflanze der Raupen

Das Verbreitungsgebiet des Augentrost-Kapselspanners erstreckt sich von Südwesteuropa über die Britischen Inseln und weiter östlich bis zu den mittelasiatischen Gebirgen. Er fehlt auf den Mittelmeerinseln. Auf den Hebriden, den Färöerinseln sowie auf Island ist er durch die Unterart Perizoma blandiata perfasciata vertreten. Die Art besiedelt bevorzugt feuchte Waldwiesen, Auen, Magerrasenflächen, buschige Hügellandschaften sowie Streuwiesen. In den Alpen steigt sie bis auf etwa 2000 Meter.

## Lebensweise
Der Augentrost-Kapselspanner bildet eine langgestreckte Generation im Jahr, deren Falter von Mitte Mai bis Mitte September fliegen. Die Falter sind dämmerungs- und nachtaktiv und besuchen künstliche Lichtquellen. Hauptnahrung der Raupen sind die Blüten und Früchte des Gemeinen Augentrost (Euphrasia officinalis rostkoviana). Die Raupen leben schon in einem frühen Stadium frei an der Nahrungspflanze und nicht wie viele andere Perizoma-Arten in den Samenkapseln. Die Art überwintert als Puppe am Erdboden und überliegt zuweilen mehrmals.